# Gmina Dolice
Die Gmina Dolice (deutsch Gemeinde Dölitz) ist eine Landgemeinde in der Woiwodschaft Westpommern in Polen. Sie gehört zum Powiat Stargardzki (Stargarder Kreis). Der Verwaltungssitz befindet sich in Dolice (Dölitz).

## Allgemeines

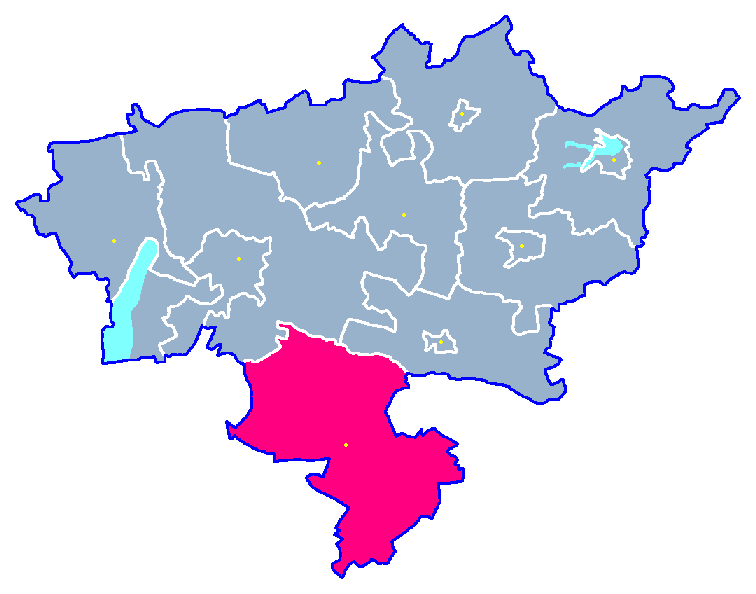
Die Lage der Gmina Dolice ganz im Süden des Powiat Stargardzki

Die Gmina Dolice umfasst ein Areal von 237,13 km², was 15,6 % der Gesamtfläche des Powiat Stargardzki entspricht. Mit der Zahl von 2028 Einwohnern steht die Gemeinde zahlenmäßig an 48. Stelle der Gemeinden in der Woiwodschaft Westpommern, zu der sie seit 1999 (vorher Woiwodschaft Stettin) gehört.
Das gesamte Gemeindegebiet wird von dem Flüsschen Mała Ina (Faule Ihna) durchzogen, die durch kleinere Zuflüsse aus dem Gebiet der Gmina gespeist wird.
Postalisch ist das ganze Gemeindegebiet der Postleitzahl 73-115 zugeordnet.
Nachbargemeinden der Gmina Dolice sind:
- Stargard und Suchań (Zachan) im Powiat Stargardzki,
- Choszczno (Arnswalde) und Pełczyce (Bernstein) im Powiat Choszczeński (Kreis Arnswalde),
- Barlinek (Berlinchen) im Powiat Myśliborski (Kreis Soldin), und
- Przelewice (Prillwitz) sowie Warnice (Warnitz) im Powiat Pyrzycki.

## Gemeindegliederung
Die Gemeinde ist in 23 Ortsteile („Schulzenämter“) unterteilt, denen weitere Ortschaften zugeordnet sind:

### Ortsteile
- Bralęcin (Brallentin)
- Brzezina (Falkenberg)
- Dobropole Pyrzyckie (Dobberphul)
- Dolice (Dölitz)
- Kolin (Kollin)
- Krępcewo (Kremzow)
- Lipka (Linde)
- Neuhof (Neuhof)
- Morzyca (Blumberg)
- Moskorzyn (Muscherin)
- Płoszkowo (Ludolphshof)
- Pomietów (Pumptow)
- Przewłoki (Heinrichsthal)
- Rzeplino (Repplin)
- Sądów (Sandow)
- Skrzany (Friedrichshof)
- Strzebielewo (Strebelow)
- Szemielino (Schöningsthal)
- Trzebień (Lupoldsruh)
- Warszyn (Warsin)
- Ziemomyśl A (Schönwerder A)
- Ziemomyśl B (Schönwerder B)
- Żalęcino (Sallentin)

### Übrige Ortschaften
Boguszyce (Burghagen), Jaraczewo (Ferdinandshof), Komorowo (Bullenwerder) und Sądówko (Neu Sandow)

## Verkehr
Durch die Gmina Dolice zieht sich in Ost-West-Richtung die Woiwodschaftsstraße 122 als bedeutendes Verkehrsband. Sie reicht von Piasecznik (Petznick) bis an die deutsch-polnische Grenze bei  Krajnik Dolny (Nieder Kränig). In Nord-Süd-Richtung verläuft eine Nebenstraße, die Stargard-Kluczewo (Klützow) mit Płotno (Blankensee) verbindet.
Durch das Gebiet der Gmina Dolice verläuft die Staatsbahnlinie 351, die Stettin mit Posen verbindet. Im Gemeindegebiet gibt es außer Dolice noch vier Bahnstationen an dieser Strecke: Strzebielewo (Strebelow), Kolin (Kollin), Morzyca (Blumberg) und Ziemomyśl (Schönwerder).